# Treffiagat
Treffiagat é uma comuna francesa na região administrativa da Bretanha, no departamento Finisterra. Estende-se por uma área de 8,1 km². Em 2010 a comuna tinha 2 504 habitantes (densidade: 309,1 hab./km²).